# Solar Jetman: Hunt for the Golden Warpship
Solar Jetman: Hunt for the Golden Warpship is een videospel voor het platform Nintendo Entertainment System. Het spel werd uitgebracht in 1990.

## Platforms
| Jaar | Platform |
| ---- | -------- |
| 1990 | NES      |
| 1991 | Arcade   |

## Ontvangst
| Beoordeeld door                | Platform | Datum         | Score |
| ------------------------------ | -------- | ------------- | ----- |
| Mean Machines                  | NES      | december 1990 | 94%   |
| Computer and Video Games (CVG) | NES      | maart 1991    | 94%   |
| Total!! UK Magazine            | NES      | januari 1992  | 92%   |
| All Game Guide                 | NES      | 2007          | 80%   |
| Power Play                     | NES      | maart 1991    | 48%   |
| Video Games                    | NES      | maart 1991    | 41%   |
| The Video Game Critic          | NES      | 18 juni 2010  | 16%   |